# Centiare
Do latim centi, tomado como abreviatura de centésimo, + are, o centiare é uma medida agrária, a centésima parte de um are (a). É equivalente a um metro quadrado.